# Výživa

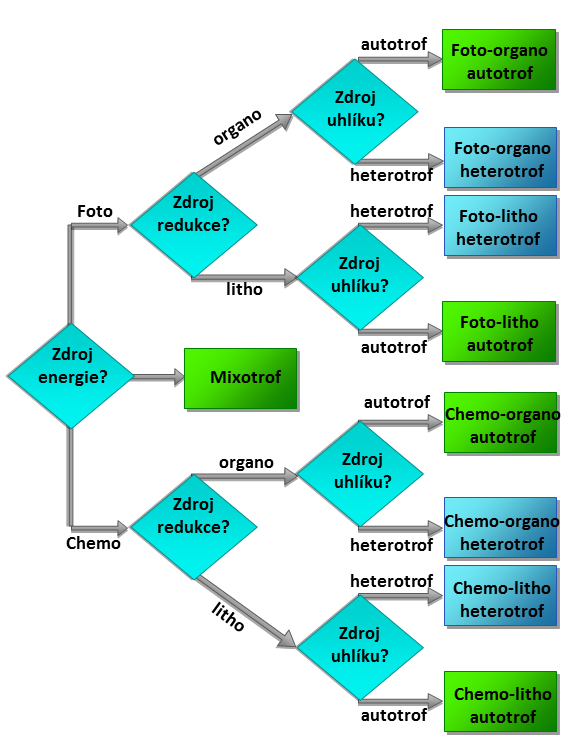
Členění do trofických skupin podle zdroje energie, zdroje redukce a zdroje uhlíku

Výživa je soubor biochemických procesů, kterými organismy přijímají organické a anorganické látky nezbytné pro svůj život z vnějšího prostředí. V širším slova smyslu se jako výživa označuje nauka o některých stránkách látkové výměny, zejména o příjmu živin, jejich účelu, přeměnách a využití.
Podle způsobu získávání uhlíku pro tvorbu vlastních organických látek rozeznáváme organismy autotrofní, heterotrofní a mixotrofní a podle klasické biologické klasifikace organismů rozeznáváme živočichy (včetně člověka), rostliny, houby, prvoky a prokaryota.
Heterotrofové, tedy většina živočichů, získávají organické látky trávením stravy, zatímco autotrofní organismy, kam patří většina rostlin, řasy a sinice, je získávají asimilací anorganického uhlíku a jeho fixací fotosyntézou. Prokaryota, prvoci, houby a některé druhy parazitických rostlin jsou metabolicky mnohem různorodější skupinou a jejich způsob výživy záleží na tom, jaký zdroj energie a uhlíku získává organismus z vnějšího prostředí. Patří sem, zejména chemoheterotrofní organismy.
Požadavky různých organismů na výživu se zkoumají také s ohledem na ekosystém, ve kterém žijí a návaznosti metabolismu autotrofních a heterotrofních organismů v potravních řetězcích.

## Přehled

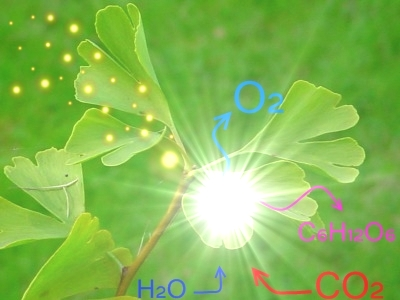
6 CO_{2} + 12 H_{2}O → C_{6}H_{12}O_{6} + 6 O_{2} + 6 H_{2}O

Skoro všechny rostliny, řasy a některé bakterie (především sinice) patří mezi (foto)autotrofní organismy, které získávají uhlík z anorganických látek, zpravidla oxidu uhličitého (CO2) a syntetizují si z něj, obvykle za použití vody (H2O), organické sloučeniny (primárně sacharidy). K tomuto biochemickému procesu získávají potřebnou energii ze slunečního záření. Tato schopnost je základní výrobní složkou biosféry, je nezbytná pro životaschopnost všech neautotrofních organismů a nepostradatelnou součástí celosvětového ekosystému. Některé prokaryotické organismy, zejména sinice  a archea  pomáhají svému hostiteli fixovat dusík z oxidu dusičitého (NO2). Tento proces probíhá enzymaticky, pomocí enzymu nitrogenázy a dodáním energie rozkladem ATP. U fotoautotrofů se využívá k tomuto procesu světlo, a proto se takový proces označuje jako fotofosforylace. Chemoautotrofní organismy využívají CO2 jako zdroj uhlíku a energii získávají oxidací nějaké anorganické látky, například sirovodíku (H2S), amoniaku (NH3) nebo dvojmocných iontů železa (Fe2+).
Organismy, které získávají potřebné organické látky konzumací jiných organismů nebo jejich produktů se nazývají heterotrofní. Patří sem živočichové, houby, prvoci a většina bakterií. Pro všechny heterotrofní organismy, které získávají potřebnou energii a organické látky potřebné pro biosyntézu z potravy, je důležité udržovat fyziologický stav v určitém rozmezí. Pokud není příjem a výdej energie v rovnováze, dochází k závažným problémům. Příkladem organické homeostáze je udržování acidobazické rovnováhy nebo tělesné teploty. Téměř všechny heterotrofní organismy, včetně člověka, jsou svou výživou závislé na fotoautotrofních organismech, které jsou pro ně zdrojem živin. Živiny jsou většinou chemické látky, které potřebují organismy, aby mohly žít a vyvíjet se, nebo látky, které získávají organismy z vnějšího prostředí a využívají je k látkové výměně. Poskytují organismům energii, podporují látkovou výměnu a slouží jako zásobní látky. U živočichů se tento biochemický proces, jehož cílem je získání živin z potravy, nazývá trávením.
Nepostradatelnou součástí výživy jak prokaryotických, tak i eukaryotických organismů je voda, protože tvoří prostředí pro důležité chemické reakce v buňce. U autotrofních organismů je voda součástí biochemických procesů, při kterých vznikají z jednoduchých anorganických látek organické sloučeniny. U heterotrofních organismů je voda rozpouštědlem, ve kterém se rozptýlí částice jiných látek, a také součástí mnoha látkových přeměn.

## Výživa živočichů
Heterotrofní živočichové získávají energii, organické látky (většinou uhlíkaté sloučeniny) a základní živiny z potravy. Potravu dále zpracovávají v biochemickém procesu zvaném trávení, jehož cílem je získání živin a energie. Trávením se potrava rozkládá na jednodušší látky a rozmělňuje na části, které jsou dostatečně malé, aby mohly být absorbovány v těle a dále využity například v buněčném dýchání nebo při biosyntéze. Uhlíkaté sloučeniny jsou v těchto procesech zdrojem stavebních látek a ATP je zdrojem energie. Pokud není získaná energie okamžitě využita, je ukládána v podobě glykogenu v játrech a svalech a také v podobě podkožního tuku. Během trávení a vstřebávání probíhá řada energeticky náročných procesů, například peristaltika a exocytóza, při kterých se energie spotřebovává a podle druhu živočicha a potravy se tato spotřeba pohybuje od 3 do 30 %.
V potravě musí živočišný organismus přijímat především sacharidy, esenciální aminokyseliny, esenciální mastné kyseliny, v menším množství vitamíny a podle druhu živočicha v malých nebo větších dávkách minerální látky. Velmi důležitý je i příjem vody.

### Příjem potravy

#### Metabolismus glukózy

Struktura D-glukózy

Metabolismus glukózy je řízen hormonálně a je důležitý pro udržení homeostázy. V živočišných organismech je glukóza ukládána v podobě glykogenu v játrech a svalových buňkách a je důležitým energetickým zdrojem buňky. Pokud jsou zásobárny glykogenu naplněny a příjem energie stále převyšuje spotřebu, je nadbytek glukózy ukládán v podobě tuků. Jakmile jsou zásoby glykogenu a tuků vyčerpány, začne organismus trpět podvýživou. Naopak při dlouhodobém nadměrném příjmu energie začne organismus tuku skladovat příliš mnoho a vzniká obezita. Ukládání a využívání tuků řídí hormon leptin, který je produkován tukovými buňkami. Vysoká hladina leptinu vyvolává snížení chuti k jídlu a aktivuje mechanismy, které spotřebovávají energii a ubývání tělesného tuku. To pak vede ke snížení hladiny leptinu v krvi a vyvolává zvýšenou chuť k jídlu a přibírání na váze. Tyto mechanismy udržují tělesnou hmotnost kolem určité hodnoty. Některé podněty a jejich antagonisté se nyní zkoumají jako možné léky pro obezitu u lidí, u kterých způsobují tyto mechanismy větší kolísání hmotnosti.

#### Esenciální aminokyseliny

Struktura glycinu

Živočichové potřebují k syntéze bílkovin aminokyseliny a většina druhů si asi polovinu z nich dokáže vyrobit. U heterotrofních organismů jsou štěpeny v žaludku během trávení skupinou enzymů zvaných proteázy. Kombinací asi dvaceti základních proteinogenních aminokyselin jsou tvořeny všechny známé bílkoviny. Aminokyseliny jsou tedy základními stavebními jednotkami peptidů a bílkovin  a z hlediska výživy jsou to také aminokyseliny, které jsou základní živinou. Z těchto aminokyselin zařazujeme osm mezi esenciální aminokyseliny a dvě mezi semiesenciální (vhodné jenom pro mladé organismy), které si tělo neumí syntetizovat a musí je přijímat v potravě. Jestliže potrava neobsahuje dostatek esenciálních aminokyselin, vzniká jejich nedostatek, který se projevuje fyzickými i mentálními poruchami. Esenciální aminokyseliny jsou přítomny v mase, vejcích, sýru a dalších potravinách živočišného původu, které zajišťují jejich přísun v potřebném poměru. Potraviny rostlinného původu je třeba kombinovat, protože bílkoviny některých rostlinných produktů mohou jednu, či více esenciálních aminokyselin postrádat a při jednostranné výživě může docházet k různým poruchám; například kukuřice neobsahuje lysin, ale obsahuje methionin a fazole zase neobsahují methionin, ale obsahují lysin apod. Živočišný organismus neumí příliš dobře aminokyseliny ukládat a nedostatek třeba i jediné může vést ke zpomalení syntézy bílkovin a zároveň i k blokování a použití jiných.

#### Esenciální mastné kyseliny

Struktura fosfolipidu

Většinu mastných kyselin si dovede živočišný organismus nasyntetizovat, ale esenciální mastné kyseliny si nasyntetizovat nedokáže a musí být obsaženy v potravě. Mastné a esenciální mastné kyseliny jsou součástí mnoha biologicky důležitých látek. Fosfolipidy mají například strukturní funkci v buněčné membráně a glykolipidy fungují jako transmembránové receptory v lipidové dvouvrstvě a jako látky, které pomáhající zakotvit neurony do nervové tkáně. Nejvydatnějším zdrojem energie, který se podílí na stavbě mnoha struktur jsou lipidy (obecně nazývané tuky). Hromadí se zejména v tukové tkáni a patří spolu s bílkovinami a sacharidy k základním živinám.
Podle skupenství rozlišujeme pevné tuky, u nichž převažují nasycené mastné kyseliny, a oleje, které obsahují větší množství nenasycených mastných kyselin. Termíny nasycený a nenasycený tuk se v souvislosti s výživou používají velmi často, protože dieta bohatá na nasycené tuky je jedním z několika faktorů, které mohou přispívat ke kardiovaskulárnímu onemocnění, známému jako ateroskleróza. Ve společnosti začaly mít tuky negativní význam také proto, že stav, při kterém přirozená energetická rezerva uložená v tukové tkáni stoupne nad obvyklou úroveň může i poškozovat zdraví (otylost). Živočichové uskladňují své dlouhodobé zásoby potravy do tukových buněk, které bobtnají a scvrkávají se společně s tím, jak je tuk ukládán a uvolňován ze zásob pod pokožkou. Tato podkožní vrstva tepelně izoluje tělo a je charakteristicky tlustá například u velryb, tuleňů a většiny dalších vodních savců.

#### Vitamíny

Struktura vitamínu A

Vitamíny, až na některé výjimky, si heterotrofní organismy nedokážou samy vyrobit, a proto je musí získávat prostřednictvím stravy. Některé vitamíny může organismus získat metabolickou přeměnou provitamínů; například schopnost organismu získat vitamín A z provitamínu A. Vitamíny jsou bezpodmínečně nutné pro růst a životaschopnost všech heterotrofních organismů. V lidském organismu mají především funkci katalyzátorů biochemických reakcí.
Podle rozpustnosti dělíme vitamíny na rozpustné v tucích a rozpustné ve vodě. Mezi vitamíny rozpustné ve vodě patří například skupina B-komplex, které slouží často jako koenzymy v důležitých metabolických procesech. Dalším známým vitamínem z této skupiny je vitamín C, který je potřebný k tvorbě pojivových tkání, podporuje vstřebávání železa, stimuluje tvorbu bílých krvinek, vývoj kostí, zubů a chrupavek a celkově podporuje růst. Většina živočichů a rostlin si tento vitamín dokáže vyrobit sama a nepotřebuje žádné jeho přídavky. Lidský organismus je v tomto smyslu velmi "zvláštní", protože si nedokáže přirozenou cestou vitamín C vyrobit.
Nadbytek vitamínů rozpustných ve vodě není ve většině případů škodlivý, protože je vylučujeme v moči. U vitamínů rozpustných v tucích (A, D a K) to však nefunguje a jejich přebytek může způsobovat otravu organismu. Zvláštním vitamínem je vitamín F, který se někdy zařazuje mezi esenciální mastné kyseliny. Funkce vitamínu E není přesně známa, ale spolu s vitamínem C pravděpodobně chrání fosfolipidy v buněčných membránách proti oxidaci. Vitamínové preparáty, nazývané antioxidanty, často také vitamín E obsahují.
Při nedostatku vitamínů, tzv. hypovitaminóze, se mohou objevovat poruchy funkcí organismu, nebo i velmi vážná onemocnění. Doporučené dávky vitamínů jsou až doposud sporné. Podle jedněch odborníků na výživu jsou dávky stanovené RDA dostatečné, existuje však i názor, že tyto dávky jsou příliš nízké a někteří se dokonce domnívají, že velké dávky vitamínů posílí jejich positivní účinky. Výzkum stále pokračuje a hledá se hlavně vhodné dávkování vitamínů C a E.

#### Minerální látky

Železo v hemoglobinu

Minerální (anorganické) látky potřebné pro výživu živočichů jsou v podstatě chemické prvky, které přijímají heterotrofní organismy ve stravě. Do této skupiny nepatří chemické prvky obsažené v organických látkách; uhlík, vodík, dusík a kyslík.
Chemické prvky potřebují živočichové pro svoji výživu ve větším (hmotnostní prvky) nebo v malém množství (stopové prvky) a v živočišných organismech plní různé funkce; například vápník (Ca), fosfor (P) a fluor (F) jsou důležitou součástí zubů a kostí, draslík (K), chlór (Cl) a sodík (Na) udržují acidobazickou rovnováhu a hospodaření s vodou, zinek (Zn), měď (Cu), mangan (Mn) a molybden (Mo) jsou součástí enzymů, kobalt (Co) a selen (Se) jsou součástí vitamínů, jód (I) je důležitou součástí hormonu štítné žlázy, síra (S) je součástí některých aminokyselin, železo (Fe) je součástí hemoglobinu, hořčík (Mg) je důležitý při uvolňování energie z glukózy, chrom (Cr) je důležitý pro správný metabolismus cukrů a tuků, apod.
- Mezi hmotnostní chemické prvky patří mimo jiné vápník (Ca), draslík (K), sodík (Na), hořčík (Mg), fosfor (P), síra (S) a chlor (Cl).
- Stopovými prvky jsou například železo (Fe), fluor (F), jod (I), kobalt (Co), měď (Cu), křemík (Si), mangan (Mn), zinek (Zn), selen (Se) a chrom (Cr).[21]

### Zpracování potravy
Organické látky, přijímané v podobě bílkovin, tuků nebo sacharidů nedovede živočich využít v podobě makromolekul a proto dochází ke štěpení (trávení) těchto vysokomolekulárních látek na jednodušší, které využívá organismus buď pro syntézu vlastních stavebních látek nebo k energetické výměně uvnitř buňky (ATP). Při příjmu a zpracování živin dochází ke komplexním změnám organických molekul, které tvoří metabolické dráhy. Jako celek se metabolismus zabývá hospodařením s materiálem a energetickými zdroji buňky. Některé metabolické cesty uvolňují energii tím, že rozloží složité molekuly na jednoduché sloučeniny. Tyto degradační procesy jsou označovány jako katabolické (rozkladné) dráhy. Hlavní katabolickou dráhou je buněčné dýchání, při kterém jsou glukóza a další sloučeniny přeměněny na CO2 a H2O. Skladné anabolické dráhy naopak energii spotřebovávají ke stavbě složitých molekul s jednodušších. Příkladem anabolismu je syntéza proteinů z aminokyselin.
Aby mohly živiny přejít z trávicí soustavy do těla, jsou vstřebávány, převážně v tenkém střevě, kde střevní šťávy, žluč a enzymy ze slinivky břišní dokončují rozklad makromolekul a vzniklé jednoduché látky jsou pak přes střevní stěnu vstřebávány do krve. V lumenu tenkého střeva je dokončeno trávení sacharidů, bílkovin, nukleových kyselin a tuků. Další dva oddíly tenkého střeva: lačník a kyčelník slouží hlavně k vstřebávání vody. Vstřebávání vody dokončuje tlusté střevo, kde je zpětně získáno asi 90 % vody z trávicí soustavy. Nestrávené zbytky se v tlustém střevě zahušťují a jsou konečníkem vylučovány.

### Lidská výživa
Výživa lidí je závislá na konzumaci potravin v nezměněném nebo upraveném stavu. Mohou být rostlinného, živočišného nebo jiného původu. Zvláštní kategorie tvoří potraviny pro zvláštní výživu, doplňky stravy nebo potravními doplňky. Jejich kvalita může být vylepšována přídatnými látkami jako jsou barviva, konzervanty, emulgátory nebo sladidla, nebo i jinak obohacovány například vitamíny nebo stopovými prvky. Energetická hodnota potravin se obvykle vyjadřuje v kilokaloriích nebo joulech.
| Potraviny                                              | Výživové látky                                                |
| ------------------------------------------------------ | ------------------------------------------------------------- |
| Chléb, obilniny, brambory, rýže, těstoviny a luštěniny | sacharidy, bílkoviny, vlákniny, vitamín B a minerály          |
| Zelenina a ovoce                                       | vitamín C, kyselina listová, kalium, vlákniny, biogenní prvky |
| Mléčné výrobky, maso, ryby, vejce, sója                | Bílkoviny, železo, vápník, vitamín B, mastné kyseliny         |
| Tuky a oleje                                           | vitamín A, vitamín D, vitamín E, esenciální mastné kyseliny   |
| Nápoje (bez alkoholu)                                  | voda                                                          |

#### Zdravá výživa

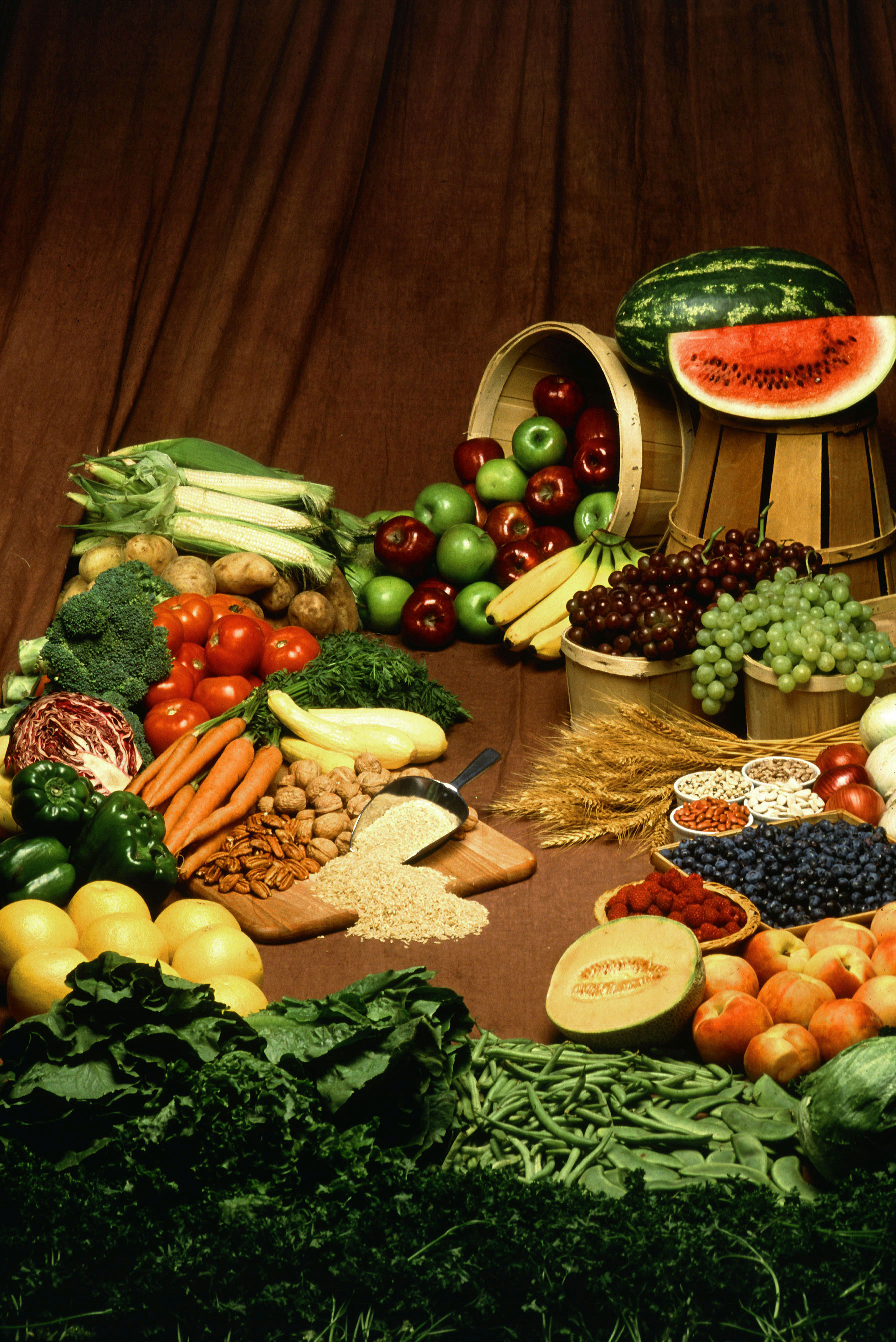
Ovoce a zelenina - zdroj vitamínů a vlákniny

Zdravá výživa udržuje organismus v rovnováze čili v homeostázi. Aby se zabránilo chronickým chorobám, jako jsou například obezita, srdeční choroby, cukrovka nebo rakovina, je podle dat uvedených ve sborníku Světové zdravotnické organizace nutné, aby konzumované potraviny obsahovaly vyvážené množství živin, dostatečné množství vody, ale především ovoce a zeleninu. Zdravá výživa vyžaduje vyvážený příjem základních živin (bílkoviny, sacharidy a tuky), doplňkových živin (vitamíny, stopové prvky a vlákniny) a dostatečné množství vody, aby nenastala intoxikace organismu nadměrnou spotřebou určité látky. Množství výživy však záleží na individuálních předpokladech. Nízkovýživová strava je pak spojena s vyšší pravděpodobností rakoviny

#### Zvláštní výživa
Zvláštní výživa je nutná například při onemocnění, kdy je třeba zvýšit účinky léčby a pomoci léčebně ovlivnit stav těla a jeho tělesné procesy. Podobně jako může být nedostatečná výživa důvodem progrese nemoci, může být cílená nutriční intervence významným preventivním i léčebným faktorem. Energie získaná v potravě je využita k udržení homeostázy, a ta která není okamžitě využita, je ukládána v podobě glykogenu v játrech a ve svalech a také v podobě tuku. Pokud je strava energeticky chudá, trpí živočichové, včetně člověka podvýživou.

## Výživa rostlin
Většina rostlin jsou (foto)autotrofní organismy, které se udržují při životě příjmem oxidu uhličitého ze vzduchu a vody a výživných látek z půdy. Z těchto látek dokáží rostliny vyrábět fotosyntetickou asimilací organické látky. Důležitým předpokladem pro tento proces je světlo (většinou sluneční záření) a zelené barvivo (chlorofyl), které pohlcuje světlo a přeměňuje v chloroplastech světelnou energii na chemickou. Přežití všech rostlinných organismů závisí na vyváženém příjmu a výdeji vody buňkou. Rostlinné a jiné buňky, které mají pružné buněčné stěny, regulují přebytek vody zpětným tlakem (turgor) a při nedostatku vody se plazmatická membrána od buněčné stěny odtahuje, což se navenek projevuje sesycháním až odumřením (plazmolýza).

### Výživné látky

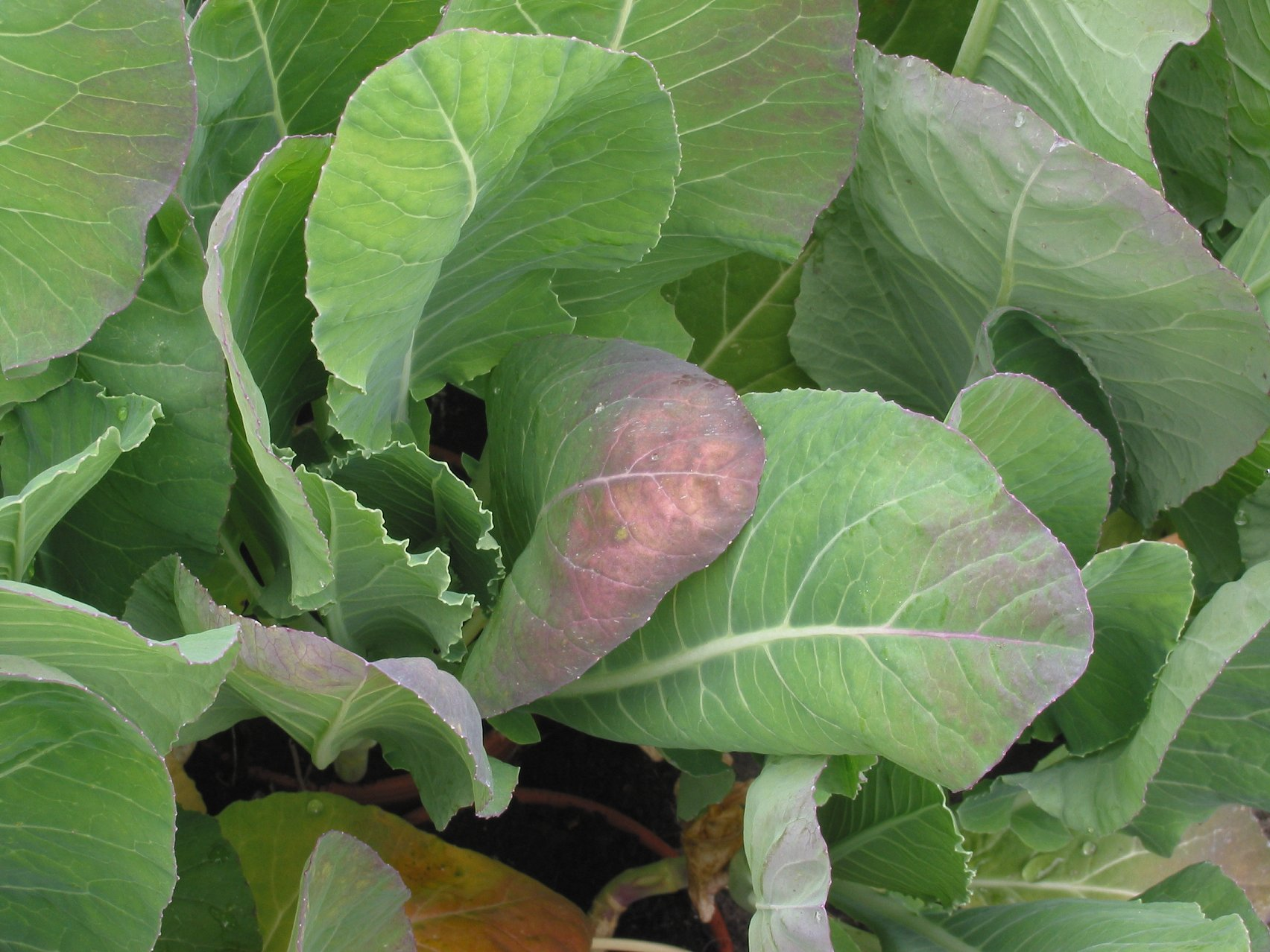
Nedostatek dusíku způsobuje červené zbarvení listů květáku

Rostliny potřebují k růstu devět makrobiogenních a minimálně osm mikrobiogenních prvků. Toto bylo zjištěno na základě rozboru chemického složení sušiny. Asi 95 % hmotnosti sušiny rostlin tvoří organické látky a jenom 5 % je tvořen látkami anorganickými. Většinu organické hmoty tvoří uhlovodíky, které rostlina přijímá v různých formách:
- uhlík (CO2), vodík (H2O), kyslík (O2), dusík (NO3− a NH4+), síra (SO42−), fosfor (H2PO4− a HPO42−), draslík (K+), vápník (Ca2+) a hořčík (Mg2+).

Mezi osm základních mikroelementů patří:
- chlór (Cl−), železo (Fe3+ a Fe2+), bór(H2BO3−), mangan (Mn2+), zinek (Zn2+), měď (Cu+ a Cu2+), molybden (MoO42−) a nikl (Ni2+).

Mikroelementy fungují především jako katalyzátory a rostliny je vyžadují jenom ve velmi malém množství. Přesto může jejich nedostatek způsobit v porostech rostlin velké škody, například nedostatek hořčíku nebo železa způsobuje žloutnutí listů, což může rostlinu natolik oslabit, že přestane i růst a zahyne.

### Úloha půdy
Struktura a chemické složení půdy jsou vedle biogeografické polohy a podnebí nejhlavnějšími faktory, které určují, jestli se rostliny v daných podmínkách adaptují na minerálové složení a půdní typ, ať už se jedná o přírodní ekosystém či zemědělskou oblast. Na rozhraní půda-rostlina se odehrávají biochemické procesy, které podmiňují zachování mnoha ekosystémů na Zemi. V půdě se nachází částice různých velikostí, které vznikly rozdrobňováním matečné horniny a spolu s těmito částečkami tvoří půdní humus. Humus zabraňuje slepování jílovitých částic a je zodpovědný za drolivou strukturu půdy, díky které je v půdě zadržována voda a zároveň mají kořeny rostlin v porézní půdě k dispozici kyslík. Humus je rovněž rezervoárem minerálních látek, které postupně pronikají do půdy, zatímco mikroorganismy rozkládají organickou hmotu.

### Kationtová výměna
Mnoho půdních minerálů, zejména ty s pozitivním nábojem (kationty), jako např. draslík (K+), vápník (Ca2+) a hořčík (Mg2+) jsou pomocí elektrostatických sil poutány k negativně nabitým částicím půdy. Avšak k tomu, aby kořeny rostlin mohly absorbovat výživné látky, musí dojít k jejímu uvolnění z vazby na částice, aby se staly pro rostlinu lépe dostupné. Kationty se stávají pro rostliny dostupnými v okamžiku, kdy jsou ve vazbě na jílové částice nahrazeny půdními vodíkovými ionty (H+). Tato kationtová výměna je stimulována kořenovými vlásky, které vylučují H+ do půdního roztoku. Právě z tohoto důvodu je péče o půdní strukturu velmi důležitá. Záporně nabité anorganické látky (anionty), jako např. dusičnany (NO3−), fosforečnany (PO4−) a sírany (SO42−) mají tendenci k odplavování, protože se neváží na částice půdy příliš pevně a rostliny pak trpí jejich nedostatkem.

### Symbióza a parazitismus
Kořeny rostlin jsou součástí rozsáhlých podzemních společenstev, jako jsou například určité druhy hub a bakterií. Během dlouhého evolučního vývoje vznikl mezi kořeny rostlin a těmito organismy úzký symbiotický vztah jehož výsledkem je usnadnění získávání živin, z něhož těží obě strany. Dvěma nejdůležitějšími příklady symbiózy mezi rostlinami a jinými organismy jsou biologická fixace dusíku bakteriemi v hlízkách rostlin z čeledi bobovitých a symbiotické seskupení hub a rostlinných kořínků (mykorhiza).
Adaptační mechanismy pro zlepšení výživy rostlin jsou ale i takové, které mohou případnému hostiteli i škodit. Nazýváme je rostlinným parazitismem nebo rostlinným predátorstvím. Parazitické rostliny získávají živiny napojením na hostitelova vodivá pletiva, nebo nepřímo přes houbová vlákna mykorhizy a masožravé rostliny doplňují svou potřebu na minerální výživu vstřebáváním těl živočichů. Existuje ale i mnoho přechodných forem, jako například jmelí, které je zelené, a tedy schopné fotosyntézy, ale roste převážně na dubech a odčerpává mízu hostitelského stromu pomocí střebadel a doplňuje tím svoji výživu.

## Výživa hub
Houby jsou heterotrofní organismy, které přijímají živiny absorpcí. Svou potravu tráví prostřednictvím hydrolytických enzymů, které jsou vylučovány do potravy. Tyto enzymy se nazývají exoenzymy a jejich úkolem je rozkládat složité molekuly na jednodušší sloučeniny, které může houba vstřebat a dále využít. Schopnost vstřebávat živiny je bezprostředně spojená s funkcí, kterou mají houby v přírodě. Je to funkce saprofytů, parazitů a symbiontů. Houby a bakterie patří v přírodě mezi nejdůležitější dekompozitory, kteří zásobují ekosystémy anorganickými látkami. Tyto látky využívají rostliny i živočichové pro svoji výživu a bez jejich přítomnosti by živočichové i rostliny odumřeli, protože by se prvky, jako například uhlík a dusík nevracely zpět do svého koloběhu. Existují dokonce i přesvědčivá svědectví, že houby a živočichové se vyvinuli ze společného předka - prvoka a rozbory ribozomální RNA a proteinů ukazují, že houby jsou dokonce více příbuzné živočichům než rostlinám.

### Mycelium

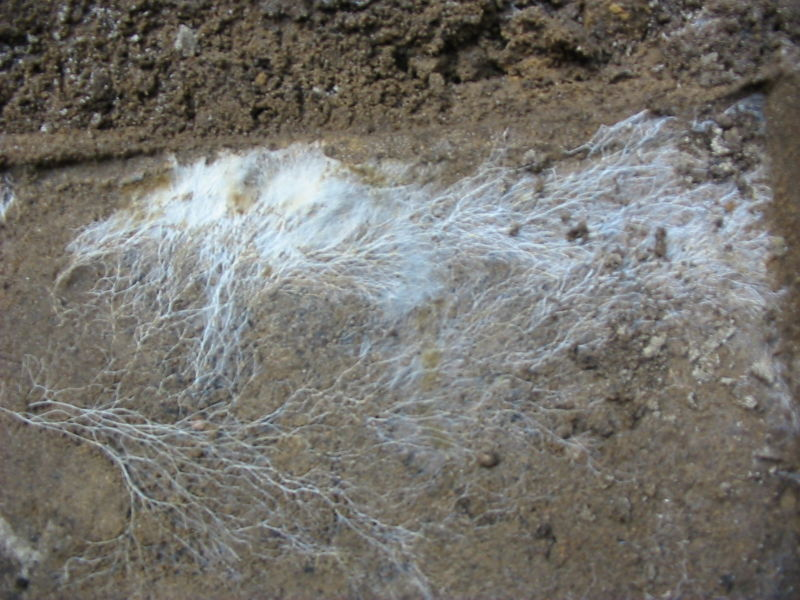
Mycelium

Kromě kvasinek, které jsou jednobuněčné, jsou těla hub složena z drobných vláken, hyf, které vytvářejí mycelium. Mycelium (podhoubí) je shluk vzájemně propletených vláken, které slouží zejména houbám a některým bakteriím jako vyživující síť. Vlákna mohou být rozdělena septy (přepážkami) na jednotlivé buňky, nebo tato septa chybějí a celé mycelium je tvořeno jednou buňkou. Mycelium pronikající půdou se nazývá mycelium vegetativní a část nad půdou je mycelium vzdušné nebo reproduktivní. Symbiotické seskupení kořínků rostlin a houbových hyfů se nazývá mykorhiza. Rostlina poskytuje houbě vhodné prostředí pro život a zásobuje ji například sacharidy. Houbové hyfy zase zvyšují povrch kořenového systému rostliny, čímž se zvyšuje možnost absorpce vody.

## Výživa prvoků

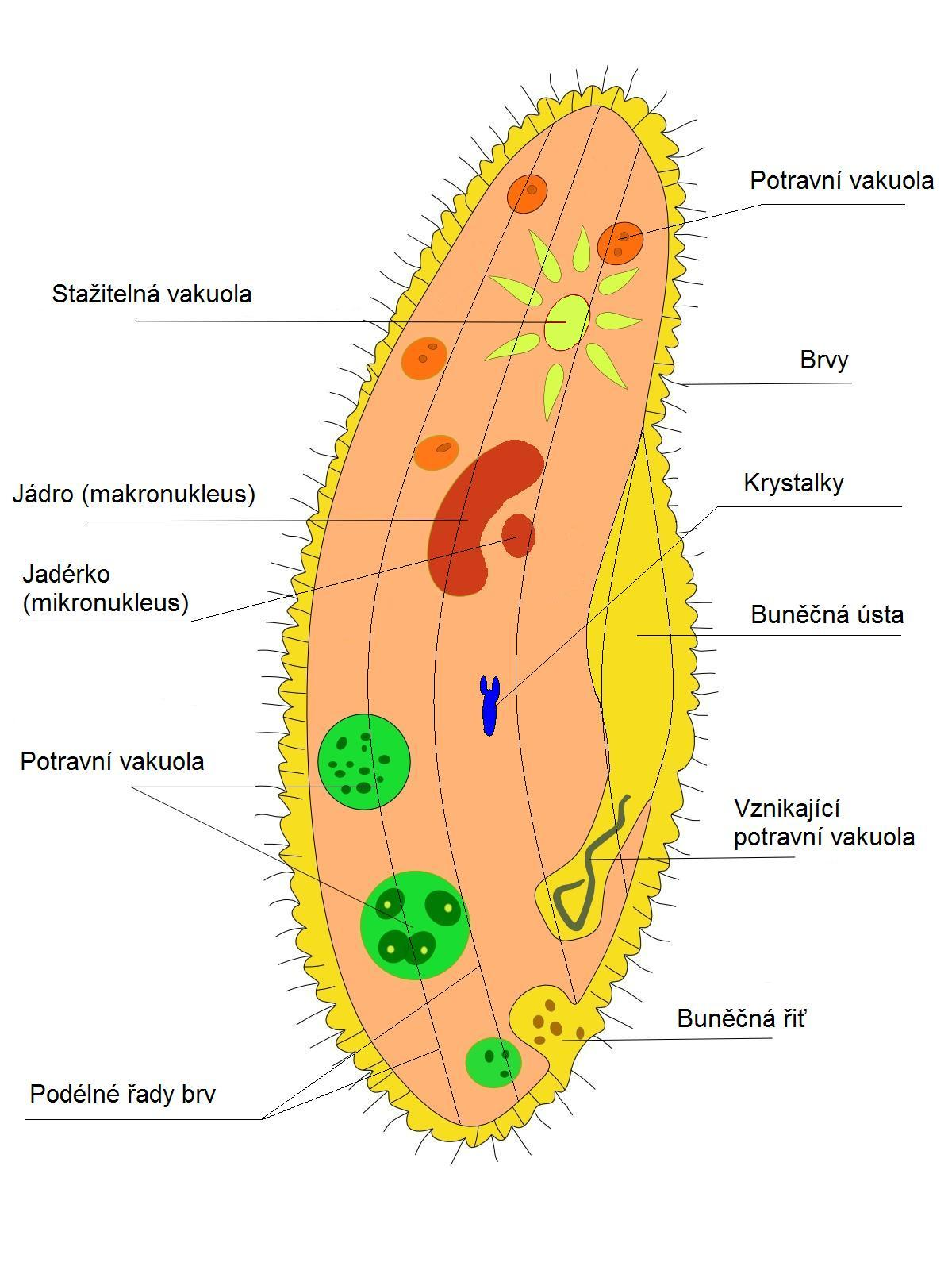
Trepka - vodní prvok z kmene nálevníci

V rámci protist neboli prvoků existuje mnoho rozmanitých způsobů výživy, než je tomu kdekoliv jinde u eukaryotických organismů. Většina protist má aerobní metabolismus a využívá mitochondrií k buněčnému dýchání. Někteří z nich obsahují chloroplasty a jsou fotoautotrofní a jiní zase absorbují organické látky nebo tráví potravu a jsou tedy heterotrofní. Patří sem i mixotrofní organismy, které kombinují fotosyntézu s heterotrofní výživou. Vedle kategorie protista patří do této říše i řasy a protista s absorpčním způsobem výživy podobné houbám. Většina protist žije ve vodním prostředí a je nepostradatelnou složkou mořských i sladkovodních potravních sítí. Nejznámější je fytoplankton, který je zodpovědný za produkci neméně poloviny celé fotosyntetické produkce organického materiálu a neuvěřitelnou hojnost a rozmanitost heterotrofních protist, prokaryot a živočichů. Zatímco u rostlin a živočichů jsou jednotlivé funkce rozděleny mezi celou řadu specializovaných buněk, každý jednobuněčný prvok je organismem stejně kompletním jako například jednotlivá rostlina nebo živočich. K protistům však řadíme nejen jednobuněčné a mikroskopické organismy, ale i některé vcelku jednoduché mnohobuněčné formy nebo obrovské organismy se složitou strukturou, jako například mořské řasy.

### Nitrobuněčné trávení

Průřez buňkou přijímající fagocyticky potravu, její strávení a vyvržení

Na rozdíl od živočichů, kde obvykle probíhá většina trávicích procesů mimo buňky, tráví prvoci veškerou potravu uvnitř svých buněk (nitrobuněčně). Trávicím orgánem je potravní vakuola, kde je potrava pohlcována fagocytózou nebo pinocytózou. Potravní vakuola se sloučí s lyzozomem, který obsahuje hydrolytické enzymy a trávení pak probíhá v organele obalené membránou.
Celá řada rozmanitých druhů protist využívá k pohybu a získávání potravy panožky, například měňavky. Většina těchto organismů jsou heterotrofové, kteří se živí převážně bakteriemi, jinými protisty nebo odumřelou organickou hmotou. Patří sem i druhy symbiotické a parazitické. Většina měňavek žije volně a například měňavka úplavičná vyvolává u člověka amébní úplavici. Tyto organismy se šíří kontaminovanou pitnou vodou, potravinami nebo trávicím ústrojím.

## Výživa prokaryot
Způsob výživy prokaryot záleží na tom, jak jejich organismus získává z vnějšího prostředí energii a uhlík. Druhy, které získávají energii ze světla se označují jako fototrofní a druhy, které získávají energii z chemických látek jsou chemotrofní. Potřebuje-li prokaryotní organismus k životu pouze anorganickou sloučeninu CO2 označujeme jej jako autotrofní a heterotrofní prokaryota vyžadují pro výrobu organických látek nejméně jednu organickou živinu, například glukózu. Zkombinujeme-li tyto čtyři skupiny, dostaneme čtyři možné vztahy prokaryotních organismů k výživě: fotoautotrofní, chemoautotrofní, fotoheterotrofní a chemoheterotrofní.
1. Fotoautotrofní organismy získávají energii ze světla a zdrojem uhlíku je CO2. Do této skupiny patří například sinice.
2. Chemoautotrofní organismy využívají CO2 jako zdroj uhlíku a energii získávají oxidací anorganických látek, například ze sirovodíku (H2S) nebo z amoniaku (NH3). Patří sem některé druhy bakterií.
3. Fotoheterotrofní organismy využívají k tvorbě ATP světlo a jako zdroj uhlíku organickou látku. V této skupině je jen několik málo druhů prokaryot.
4. Chemoheterotrofní organismy využívají jako zdroj energie i uhlíku organickou sloučeninu. Patří sem, zejména organismy, kteří vstřebávají živiny z odumřelé organické hmoty (saprofyté) a organismy kteří vstřebávají živiny z vnitřních tělesných tekutin jiných živočichů (parazité). V rámci chemoheterotrofních organismů existuje taková rozmanitost, že téměř jakákoliv anorganická látka může alespoň u některých druhů sloužit jako zdroj potravy.[2]

### Metabolismus dusíku

Schematické znázornění biologické fixace dusíku

Metabolismus dusíku (N2) je u prokaryot příkladem rozmanitosti ve výživě. Dusík, který je nezbytnou složkou bílkovin a nukleových kyselin, dokáží prokaryota použít k látkové výměně z většiny dusíkatých látek. Některé chemoautotrofní bakterie v půdě, jako je například Nitrosomonas přeměňují amoniak (NH4+) na nitrity
(NO2−) v oxidačním procesu nitrifikace. Tento proces probíhá ve dvou fázích; v první fázi se přeměňuje amoniak na dusitany (nitritace) a ve druhé fázi na dusičnany (nitratace):
1. nitritace: NH3 + O2 → NO2− + 3H+ + 2e−
2. nitratace: NO2− + H2O → NO3− + 2H+ + 2e−

Jiné druhy bakterií, Pseudomonas denitrifikují půdní nitrity (NO2−)nebo nitráty (NO3−) a navrací tím do atmosféry vzdušný dusík (N2). Některé druhy nitrogenních bakterií žijí v symbiotickém vztahu s kořeny hospodářsky významných rostlin z čeledi bobovitých, jako jsou hrách, fazol, sója, podzemnice olejná, vojtěška nebo jetel. Na kořenech těchto rostlin se vyskytují hlízky složené z rostlinných buněk obsahujících bakterie rodu Rhizobium. Symbiotický vztah mezi rostlinou a bakterií je vzájemně prospěšný. Bakterie dodávají rostlině dusík a rostlina zásobuje bakterie uhlovodíky. Z většiny amonných iontů vzniklých fixaci dusíku jsou přímo v hlízkách syntetizovány aminokyseliny, které jsou prostřednictvím xylému transportovány do stonků a listů.
Schopnost fixovat vzdušný dusík je zase jedinečnou vlastností některých sinic. Dochází při něm k přeměně vzdušného dusíku (N2) na amoniak (NH4). Tato jedinečná schopnost sinic umožňuje začlenit dusík do organických sloučenin a ve smyslu výživy jsou tak sinice nejsoběstačnějšími organismy ze všech. Příkladem metabolických schopností sinic je Anabaena, která má buňky specializované na fixaci dusíku ze vzduchu, které se nazývají heterocysty. Jinou jedinečnou schopností prokaryot je využití vzdušného kyslíku k buněčnému dýchání, jak v aerobním tak i anaerobním prostředí.

## Vnější prostředí a ekosystém
Organismus je časově a prostorově ohraničený otevřený systém, který komunikuje s vnějším prostředím, na kterém je závislý; jak na neživých faktorech jako je například podnebí, teplota nebo světlo, tak i na vztazích mezi živými organismy navzájem jako například symbióza, parazitismus nebo predátorství.
Uvnitř těchto systémů proudí živiny od primárních producentů (autotrofní organismy) přes primární konzumenty (býložravci) až k sekundárním konzumentům (masožravci) a tak cirkulují uvnitř celého ekosystému.

### Biogeochemické cykly
Po zániku organismu dochází činností dekompozitorů k navrácení atomů těchto prvků do atmosféry, vody a půdy a tím dojde k doplnění zdrojů anorganických látek, které rostliny a ostatní autotrofní organismy použijí k vytvoření nové organické hmoty. Tyto procesy, které probíhají mezi biotickými (živými) a abiotickými (neživými) složkami biotopu tvoří biogeochemické cykly. Většina živin je soustředěna ve čtyřech základních zdrojích, které dále posuzujeme zda jsou dostupné nebo nedostupné:
1. Žijící organismy a detrit - organické látky v dostupné formě
2. Uhlí, ropa a rašelina - organické látky v nedostupné formě
3. Atmosféra, půda a voda - anorganické látky v dostupné formě
4. Minerály a horniny - anorganické látky v nedostupné formě

Obecný popis biogeochemických cyklů, které probíhají mezi těmito čtyřmi zdroji je znázorněn na obrázku vpravo, kde jsou šipkami znázorněny biologické a geologické procesy, díky nimž dochází k pohybu látek mezi jednotlivými zdroji. Rychlost s jakou jednotlivé prvky cirkulují v ekosystémech je závislá na rychlosti rozkladných procesů. Faktory, které tyto dekompoziční procesy ovlivňují jsou: teplota, přítomnost vody, přítomnost kyslíku (O2), chemické složení půdy a v neposlední řadě i vliv člověka na ekosystémy a biosféru.